# Gabriel Turville-Petre
Edward Oswald Gabriel Turville-Petre, född 25 mars 1908 i Husbands Bosworth civil parish, Leicestershire, död 17 februari 1978 i Oxford, var en engelsk filolog med nordistik som specialitet. Efter uppväxt i en romersk-katolsk familj studerade han engelska vid Oxfords universitet, under handledning av J.R.R. Tolkien. Han blev senare professor i tidig isländsk litteratur och historia vid Oxfords universitet och en ledande företrädare för brittiska Viking Society for Northern Research. 
Turville-Petre skrev åtskilliga verk inom fornnordisk litteratur och religion, med ett inflytande som lever kvar efter hans död. Han var ledamot av Kungliga Gustav Adolfs Akademien för svensk folkkultur från 1960.
Han var gift med Joan Turville-Petre, filolog vid Oxfords universitet inom germanska språk.